# Claes Sparre
Claes Sparre von Sövdeborg, seit 1719 Graf, (* 6. Januar 1673 in Biby in der Gemeinde Gillberga (Södermanland); † 25. April 1733 in Stockholm) war ein schwedischer Admiral.

## Familie
Claes Sparre von Sövdeborg war er Sohn von Admiral Gustaf Adolph Sparre und Elizabeth Anna, geborene Stjernsköld. Er war ein Neffe der Feldmarschälle Axel Sparre und Erik Sparre af Sundby.
Am 20. August 1699 heiratete Sparre die 17-jährige Sofia Louisa Soop (1682–1745). Gemeinsam hatten sie 16 Kinder, darunter waren:
- Hans Carl Sparre (1704–1770), schwedischer Vizeadmiral und Ritter des Schwertordens[2]
- Erik Arvid Sparre (1707–1775), schwedischer Schoutbynacht und Ritter des Schwertordens[2]
- Eva Charlotta Sparre (1711–1779), ⚭ Graf Hans Georg Mörner, schwedischer Oberst[2]
- Rutger Axel Sparre (1712–1751), schwedischer Hofmarschall und Direktor der Schwedischen Ostindien-Kompanie[2]
- Johan Sparre (1715–1791), schwedischer Generalleutnant, Oberadjutant und Ritter des Schwertordens[2]
- Sofia Lovisa Sparre (1717–1766), ⚭ Heinrich Jakob Hildebrand, schwedischer Kammerherr[2]
- Friedrich Sparre (1723–1747), schwedischer Hofintendant[2]
- Ulrika Eleonora Sparre (1724–1747), ⚭ Anders Johan von Höpken, schwedischer Kanzleipräsident[2]

Im Jahre 1719 wurde Sparre in den Grafenstand nobilitiert. Fortan durfte er sich Graf Cleas Sparre von Sövdeborg nennen. Dieser Name leitet sich ab vom Schloss Sövdeborg, welches er durch Heirat in seinen Besitz gebracht hatte.

## Militärische Laufbahn
Sparre begann 1691 seine militärische Karriere in der Republik der Sieben Vereinigten Provinzen. Er schied 1696 als Oberstleutnant aus und kehrte in seine Heimat Schweden zurück.
In schwedischen Diensten, wurde er bereits ein Jahr später im Jahre 1700 zum Schoutbynacht, der niederländischen Bezeichnung für einen Konteradmiral, ernannt. Im selben Jahr nahm er an der Eroberung der Insel Seeland teil. Als Schoutbynacht führte er seine Flagge auf dem Linienschiff Wenden.
Im Jahre 1705 nahm er an der Seite des Admirals Cornelius Anckarstjerna an den Angriffen auf die Insel Kotlin teil. Im Jahre 1709 wurde er zum Vizeadmiral, 1710 zum Holmadmiral und 1712 zum Admiral ernannt. Im Jahre 1715 wurde er zum Vorsitzenden des Admiralitätsrats gewählt.
Er war Kommandant der schwedischen Flotte in der Seeschlacht bei Jasmund (1715). In dieser Seeschlacht verlor Sparre gegen die Flotte von Dänemark-Norwegen. Die schwedische Marine hatte mit dieser Niederlage die Vorherrschaft im südlichen Ostseeraum verloren. Die schwedischen Truppen konnten nicht mehr mit Nachschubgütern versorgt werden. In der Folge wurden die Schweden aus Pommern und Mecklenburg vertrieben.
Im Jahr 1719 wurde er in den schwedischen Reichsrat berufen und zum Präsidenten der Admiralität ernannt. In der folgenden Zeit arbeitete Sparre als Leiter der Admiralität in Karlskrona, dem Marinezentrum Schwedens. Trotz seiner Bemühungen konnte er es nicht verhindern, dass die russische Flotte die östlichen Küstengebiete immer wieder plünderte. Auch seine Anwerbung des englischen Admirals John Norris, welcher mit seinem Wissen den Schweden im Kampf gegen Russland beistand, brachte nicht den gewünschten Erfolg.
Nach dem Tod Karl XII. und dem Ende des Großen Nordischen Krieges blieb er bis 1727 Präsident der Admiralität. Im Jahre 1727 war er gezwungen von seiner Präsidentschaft zu Gunsten des Admirals Graf Carl Hans Wachtmeister zurücktreten.